# Colonia de Rancho Seco
Colonia de Rancho Seco är en ort i Mexiko.   Den ligger i kommunen Cuitzeo och delstaten Michoacán de Ocampo, i den centrala delen av landet, 220 km väster om huvudstaden Mexico City. Colonia de Rancho Seco ligger 1 858 meter över havet och antalet invånare är 190.
Terrängen runt Colonia de Rancho Seco är varierad. Runt Colonia de Rancho Seco är det tätbefolkat, med 308 invånare per kvadratkilometer. Närmaste större samhälle är Uriangato, 6,8 km norr om Colonia de Rancho Seco. I omgivningarna runt Colonia de Rancho Seco växer huvudsakligen savannskog.